# Municipio de Bexley (Londres)
Bexley es un municipio del Gran Londres (London Borough of Bexley), en la parte denominada Londres exterior, en el sudeste de Londres (Inglaterra) Reino Unido de Gran Bretaña e Irlanda del Norte. Fue creado por el Acta del Gobierno de Londres de 1963, que entró en vigor el 1 de abril de 1965.
Linda con Bromley al sur, Greenwich al oeste, cruzando el río Támesis al norte limita con Havering, Barking y Dagenham y una pequeña frontera con la autoridad unitaria Thurrock en Essex al noreste, al este limita con el municipio de Dartford en Kent y al sudeste con el distrito de Sevenoaks de Kent. El municipio está dentro de Thames Gateway, una zona designada como una proirdad nacional para la regenración urbana. La autoridd local es Bexley London Borough Council.

## Historia
Antes del siglo XIX la zona que actualmente forma este municipio estaba prácticamente desocupada: muy pocos de los asentamientos actuales fueron mencionados en el Domesday Book, aunque el pueblo de Bexley tiene una carta que se remonta al año 814. Erith fue un puerto sobre el Támesis hasta el siglo XVII; la apertura de obras de alcantarillado en la cercana Crossness a finales del siglo XIX la volvió una ciudad industrial.
La pauta de asentamiento actual es el resultado de la gradual extensión de la influencia de Londres. Hasta el siglo XIX fue una zona con unos pocos edificios aislados: entre ellos, se encuentra la georgiana Danson House y la Red House en Bexley Heath construidos para William Morris en 1859. Con la llegada del ferrocarril se comenzó a construir más, aunque la zona aún estaba formada por poblaciones desperdigadas, con zonas de campo abierto y parques entre ellas.
El municipio londinense de Bexley se formó en 1965, en aplicación del Acta del Gobierno de Londres de 1963 a partir de los anteriores municipios de Bexley y Erith; el distrito urbano de Crayford: y parte del distrito urbano de Chislehurst y Sidcup.
Actualmente, el Consejo denomina el territorio como "London Borough of Bexley" en común con su anterior nombre formal, aunque previamente usó la denominación "Bexley London Borough" hasta 1999 (posiblemente para mantener el nexo de unión con su predecesor, Bexley Municipal Borough), y "Bexley Council" desde 1999 hasta octubre de 2007, cuando volvió a su nombre formal completo en conjunción con la adopción de un nuevo logotipo para el Consejo, con su nombre y el blasón de 1965.
La ciudad de Bexley, un suburbio de la ciudad de Columbus, recibió este nombre por sugerencia de un anterior residente, el señor Kilbourne, en honor a las raíces de su familia en Bexley, Inglaterra. Además, un suburbio de Sídney, Australia lleva el nombre de Bexley (Nueva Gales del Sur). Y un suburbio de Christchurch, Nueva Zelanda se llama Bexley.

## Geografía
Bexley está ubicado en la zona sudeste del Plano de Londres, en el área conocida como Londres exterior. Limita al norte con el río Támesis, en cuya otra orilla se encuentran los municipios de Barking y Dagenham y Havering, al este con el condado de Kent, al sur con el municipio de Bromley y al oeste con Greenwich. Según la Oficina Nacional de Estadística británica, Barnet tiene una superficie de 60,56 km².

## Demografía
Según el censo de 2001, Bexley tenía 218 307 habitantes. El 91,38% de ellos eran blancos, el 3,38% asiáticos, el 2,86% negros, el 1,31% mestizos, y el 1,05% chinos o de otro grupo étnico. Un 21,02% eran menores de 16 años, un 71,53% tenían entre 16 y 74, y un 7,43% eran mayores de 74. La densidad de población era de 3604,81 hab/km² y había 89 451 hogares con residentes.
De los 108 636 habitantes económicamente activos, el 92,47% tenían un empleo, el 4,16% estaban desempleados y el 3,35% eran estudiantes a tiempo completo.

## Distritos
| Ciudad/Distrito/Pueblo | Ciudad postal        | Código postal | Notas                                       |
| ---------------------- | -------------------- | ------------- | ------------------------------------------- |
| Albany Park            | BEXLEY, SIDCUP       | DA            |                                             |
| Barnehurst             | BEXLEYHEATH          | DA            |                                             |
| Barnes Cray            | DARTFORD             | DA            |                                             |
| Belvedere              | BELVEDERE            | DA            |                                             |
| Bexley                 | BEXLEY               | DA            | También llamada Old Bexley o Bexley Village |
| Bexleyheath            | BEXLEYHEATH, LONDRES | DA            |                                             |
| Blackfen               | SIDCUP               | DA            |                                             |
| Crayford               | DARTFORD             | DA            |                                             |
| Crook Log              |                      |               |                                             |
| Crossness              |                      |               |                                             |
| East Wickham           | WELLING              | DA            |                                             |
| Erith                  | ERITH                | DA            |                                             |
| Falconwood             | LONDRES, WELLING     | SE, DA        | También parcialmente en Greenwich           |
| Foots Cray             | SIDCUP               | DA            |                                             |
| Lamorbey               | SIDCUP               | DA            |                                             |
| Lessness Heath         | BELVEDERE            | DA            |                                             |
| Longlands              | SIDCUP, LONDRES      | DA, SE        | También parcialmente en Bromley y Greenwich |
| North Cray             | SIDCUP               | DA            |                                             |
| North End              | ERITH                | DA            |                                             |
| Northumberland Heath   | ERITH                | DA            |                                             |
| Ruxley                 | SIDCUP, ORPINGTON    | DA, BR        | También parcialmente en Bromley             |
| North Cray             | SIDCUP               | DA            |                                             |
| Sidcup                 | SIDCUP, LONDRES      | DA, SE        |                                             |
| Slade Green            | ERITH                | DA            |                                             |
| Thamesmead             | LONDRES, ERITH       | SE, DA        | También parcialmente en Greenwich           |
| Upton                  | BEXLEYHEATH          | DA            |                                             |
| Welling                | WELLING              | DA            |                                             |
| West Heath             | LONDRES              | SE            |                                             |